# طاق (دامغان)
طاق(تاق) روستایی در دهستان حومه بخش مرکزی شهرستان دامغان استان سمنان ایران است. دهکده طاق یکی از روستاهای قدیمی بخش مرکزی شهرستان دامغان می‌باشد، این روستا در فاصله -12- کیلومتری شرق این شهرستان، در موقعیت جغرافیایی :« 54 درجه و بیست پنج دقیقه و پنجاه و سه ثانیه شرقی و 36 درجه و 13 دقیقه و 36 ثانیه شمالی » در مسیر جاده دامغان شاهرود واقع گردیده است در وبلاگ طاق روستایی در دامنکوه دامغان و کتابی به همین نام نوشته علی ربیع زاده نشر حبله رود 1389 اطلاعات کامل و جامعی درباره این روستا آورده شده است.

## جمعیت
بر پایه سرشماری عمومی نفوس و مسکن در سال ۱۳۹۵ جمعیت این روستا ۲۰۴ نفر (در ۷۴ خانوار) بوده‌است.

## وجه تسمیه
طاق در زبان فارسی معانی متعددی دارد از ان جمله می‌توان به موارد زیر اشاره کرد:
به معنی سقف محدب–آسمانه–درونسو یا جانب داخلی سقف
به یک دست ایوان یکی طاق دید/زدیده بلندی او ناپدید. (فردوسی)
به معنی جامه ای پوشیدنی و چادرسر
تغییر یافته کلمه تاگ=تاک=تاغ=تاج
به معنی دست مانند یک طاق (دست) پارچه
به معنی تک–مقابل جفت–یکتا و بی همانند–جدا و تنها
طاق با جفت هردوان جفتند/زانکه توحید نیست زیر بیان. ( ناصر خسرو)
نام درختی به نام سایه خوش که هیزمش را می سوزانند و نام محله ای است در بغداد .
همچنین احتمال می‌رود که کلمه طاق بر خلاف صورت عربی آن کلمه ای فارسی وتغییر یافته کلمه تاگ باشد چرا که مورخین یونانی از وجود تونلی به نام تاگه آ در کنار روستایی به همین نام در شرق هکاتم پلیس یاد کرده‌اند که اسکندر شبی را درانجا منزل کرده‌است.

## تاریخ

### پیشینه روستا
متأسفانه دربارهٔ پیشینه تاریخی این منطقه تحقیقات نوینی انجام نگرفته‌است و در منابع تاریخی نیز جز اشاراتی مبهم ذکری از این منطقه نشده‌است یاقوت حموی در معجم البلدان از حصاری به نام طاق نام می‌برد که در کوه‌های طبرستان واقع شده‌است و مسیر ان از ایالت قومس میگذرد . وی نوشته است که در این موضع غاری وجود داشته‌است که ورودی ان بسیار تنگ بوده و در داخل گشاد می‌شده‌است این غار خزانه پادشاهان پیش ازاسلام بوده و در ان اسلحه و مایحتاج لشگر نگهداری میشده‌است ( پس از سقوط ساسانیان این قلعه و غار ان به وسیلهٔ عمال خلیفه عباسی غارت شد) .
ابن فقیه از سلیمان ابن عبدالله نقل می‌کند که در نزدیکی روستای طاق محلی است که اگر کسی انجا را به کثافت الوده کند بادی تند می وزد و بارانی سخت می‌بارد تا ان کثافت را پاک کند . احتمال میرود قلعه ای را که یاقوت حموی در کتاب خود جزو بلاد طبرستان ذکر کرده طاق دامغان باشد زیرا در کتب تاریخی گذشته گاه روستاهای دامنکوه و حتی خود دامغان را جزو بلاد طبرستان می نامیدند و غاری که یاقوت از ان نام برده است می‌تواند غار شیر بند و یا غار چاه دیو باشد که نزدیک این روستا قرار دارد وگفته می‌شود غار چاه دیو به وسیلهٔ تونلی در زیر زمین به قلعه طاق متصل می‌باشد و مشخصات ان با نقل یاقوت نزدیکتر است و محلی که ابن فقیه نقل کرده‌است که با الوده کردن آن باد بر میخیزد می‌تواند چشمه بادخوان کلاته باشد که مردم دامغان معتقدند هر کس انرا الوده کند باد سختی به طرف دامغان می وزد برای همین اهالی در ان مکان همیشه نگهبانی می‌گذاشته‌اند تا کسی انرا آلوده نکند . مورخین یونانی در سفر نامه اسکندر مقدونی از تونلی به نام تاگه آ نام برده‌اند که در نزدیکی روستائی به همین نام و در یک منزلی دامغان واقع شده‌است و پس از اینکه داریوش در بستجان ( حاجی اباد کنونی ) به دست یکی از سربازانش (بسوس ) در کنار نهر ابی به قتل می‌رسد اسکندر او را با احترام دفن کرده و شب را در قلعه تاگه آ گذرانده و روز بعد به راه خود ادامه میدهد احتمال می‌رود قلعه تا گه ا همین طاق امروزی باشد زیرا در یک منزلی دامغان و نزدیک بستجان روستائی دیگر به این نام شناخته نشده‌است دربارهٔ سیر گذر تاریخی این روستا متأسفانه منبع موثقی وجود ندارد ( مگر پاره ای روایات غیر مطمئن )از آنجمله گفته می‌شود در کاروانسرای شرقی این روستا درخت سنجدی بوده‌است که محمد حنفیه فرزند حضرت علی (ع ) پس از اتراق در این کاروانسرا اسب خود را پای ان درخت بسته است از این رو آن مکان وان درخت ( امروزوجود ندارد ) نزد اهالی تقدسی خاص داشته‌است .  در قبرستان این روستا سنگ قبری به نام سید کمال الدین ابن قربان طاقی وجود دارد که روی ان سال 1000 هجری قمری حک شده‌است و مصادف با عصر صفویه در ایران می‌باشد  صاحب این قبر خود بانی مقبره پیر نعما (یکی از خادمان امام رضا) در روستای بق می‌باشد . مقبره سید کمال الدین در سال1380 شمسی به وسیلهٔ یکی از اهالی خیر تعمیر شده و گنبدی اجری بر روی ان ساخته شده‌است.
علی اصغر کشاورز در کتاب تاریخ دامغان آورده‌است که روستای طاق دارای دو قلعه است که داخل قلعه بزرگتر تپه ای است که طبیعی نبوده و روی ان عمارت مجللی ساخته شده و مسکن یکی از خان‌های قاجار به نام الله یار خان بوده که در زمان فتحعلیشاه و محمد شاه می زیسته و طاق – بق و باغ صبا (کلاتو ) متعلق به او بوده‌است . این عمارت گچ بری زیبائی داشته وروی یکی از گچ بری‌های بخاری توی دیواراین بیت نوشته شده بود .
دهان گشاده بخاری بسان بی ادبان/رسانده کار بجائی که چوب می‌خواهد .
وی از فردی به نام اقا علی طاقی نام برده که دو پسربه نام‌های اقاباباخان و حمزه خان داشته‌است . ویکی از پسرهای اقاباباخان به نام اسد الله خان در زمان حکومت امیر اعظم سرکرده سوار بوده و لقب محتشم الدوله یافته‌است او پس از کشته شدن امیر اعظم حاکم شاهرود شده‌است ومردی با سواد و خوش خط  بوده‌است.

### اماکن تاریخی روستای طاق

#### آب انبار زیر زمینی روستا
این آب انبار در جلوی مسجد روستا بنا شده وهم اینک غیر فعال می‌باشد  . دیواره داخلی این اب انبار با ساروج اندود شده ومسقف است . حوضچه وشیر اب ان در عمق 20 متری از سطح واقع شده‌است که برای رسیدن به ان باید از پلکانی اجری که دارای شیب زیادی می‌باشد  عبور کرد . اب این اب انبار از حق آبه  آب چشمه علی تأمین میشده‌است . این اب انبار احتمالا در اوایل دوره قاجار ساخته شده‌است زیرا در قبرستان ابادی سنگ قبری وجود دارد که به قول اهالی صاحب ان سازنده اب انبار است این مقبره متعلق به دختریست که در جوانی فوت کرده وروی سنگ قبر اشعاری زیبا به همراه تاریخ فوت نوشته شده‌است که مقارن با دوره قاجاریه می‌باشد  (ماه رمضان سال 1252 هجری قمری).

#### حمام روستا
حمام روستای طاق در زیر زمین ساخته شده‌است این حمام به سبک گرمابه‌های قدیم ایران دارای دو بخش می‌باشد  قسمت اول سکوهای رختکن حمام که در انتهای راهروی ورودی در زیر زمین ساخته شده و شامل 4 سکوی بزرگ و 2 سکوی کوچک و همچنین قسمت پاشویه می‌باشد  پس از رختکن وارد راهروی باریکی می‌شویم که در انتهای ان تالار شستشو و حوضچه‌های حمام قرار دارد .(قبلا در این محل خزینه وجود داشته و در دوره پهلوی خزینه‌ها را خراب کرده‌اند و به جایش دوش کار کذاشته اند) این حمام چون در زیر زمین واقع شده‌است در زمستان به راحتی گرم می‌شود و همچنین نیازی به اب پر فشار ندارد . تاریخ دقیق ساخت حمام مشخص نیست ولی گفته می‌شود حمام با اب انبار مجاور ان باهم توسط زنی که قبلا معرفی شد ساخته شده‌اند (در دوره قاجار).

#### قلعه وبار قلعه روستا
روستای طاق دارای دو قلعه می‌باشد  قلعه پایینی بزرگتر است و مسکونی می‌باشد  و در وسط ان تپه ای وجود دارد که خود خرابه‌های قلعه ای قدیمی تراست و در میان خاک‌های ان کوزه‌های سالم وشکسته و استخوان و کفش‌های اهنی و انگشتر یافت شده‌است که نشان میدهد این قلعه به‌طور ناگهانی بر در گذشته اهالی بالای این تپه خانه ساخته بودند و زندگی می‌کردند ولی امروزه کسی انجا زندگی نمی‌کند برخی از قدما معتقدند این قلعه از زیر زمین با غار چاه دیو که در فاصله دو کیلومتری از این قلعه وجود دارد راه دارد. دیوارهای قلعه از خود قلعه جدید تر است وگفته می‌شود به وسیلهٔ فردی به نام استاد محمد که از روستای ورکیان به طاق امده بود در حدود 250 سال پیش ساخته شده‌است . قلعه بالای روستا را مردم قلعه نو می نامند زیرا بعد از قلعه پایین ساخته شده وتا هفتادسال پیش مسکونی بوده‌است.
همچنین خرابه‌های دیگری در حد فاصل مزرعه کلاتو تا روستای طاق دیده می‌شود که فاصله ان تا روستا حدود 700 متر و در بخش غربی روستا واقع شده‌اند. در این مکان کوره‌های اجر پزی متروکه و تعدادی گور به چشم می خورد. برخی از اهالی در گذشته برای این خرابه‌ها تقدسی قائل شده ونذوراتی می‌کرده‌اند .
دهکده طاق یکی از روستاهای قدیمی بخش دامنکوه شهرستان دامغان می‌باشد  . این روستا در فاصله 12 کیلومتری شرق دامغان و در مسیر جاده دامغان شاهرود واقع شده‌است از آنجا که در نقشه‌های جغرافیایی ایران نامی از این روستا ذکر نشده‌است ومحققین از قلم فرسایی پیرامون  ان اغماض کرده‌اند   شناخت این روستا و نواحی اطراف ان می‌تواند به عنوان یک موضوع بکر تحقیقاتی مطمع نظر علمای تحقیق قرار گرفته  تا زوایای ناشناخته ای از فرهنگ وجغرافیای ایالت باستانی قومس به جهانیان معرفی شود. لذا ما دراین وبلاگ در پی انیم تا گامی هر چند کوچک در راه شناخت فرهنگ و جغرافیای این منطقه برداریم.

## جغرافیای روستا
روستای طاق از توابع بخش مرکزی دامغان، در مسیر جاده دامغان - شاهرود واقع شده‌است، فاصله این روستا تا شاهرود 52 کیلومتر وتا دامغان 12کیلومتر می‌باشد .
مزارع کلاتو (باغ صبا) در غرب و تالو و سورند (نصرت آباد) در شمال و سیاه زمین در شرق این روستا قرار دارند.
روستاهای نزدیک طاق عبارتند از : بق، حاجی آباد بستجان ، جزن و ابوالبق، که در فا صله‌های یک تا سه کیلومتری از طاق واقع شده‌اند.

### کشاورزی و دامداری
این روستا دارای سه بند حق آبه از آب چشمه علی دامغان می‌باشد واراضی ان عمدتا خصوصی بوده و موقوفات اندکی دارد. به جز آب چشمه علی این روستا دارای چهار حلقه چاه اب کشاورزی می‌باشد که شخصی می‌باشند (علی رغم وجود این منابع ابی این روستا در تابستان با کم ابی شدیدی مواجه می‌شود) .
عمده محصولات باغی این روستا در درجه اول پسته و سپس انگور و زرد الو و سیب  و البالو و.... می‌باشند . محصولات زراعی و صیفی این روستا اندک است و عمدتا شامل گندم و جو و خربزه و هندوانه می‌باشند .
دامداری این روستا رشد قابل توجهی داشته‌است و اخیرا یک مجتمع گاوداری هزار راسی در شمال روستا در حال ساخته شدن است که قسمت بیشتر ان به بهره‌برداری رسیده و در اطراف روستا نیز تعدادی گاوداری و مرغداری در حال فعالیت هستند . از واحدهای صنعتی روستا می‌توان از چهار کوره اجر پزی در جنوب روستا و یک ماسه شوری در شرق روستا و چند معدن فعال سنگ ساختمان وزغال سنگ واهک را نام برد که عمدتا  در حوالی مزارع تالو و سورند هستند .
(در شمال مزرعه سورند معادن سرب واهن نیز وجود دارد که غیر فعال هستند ). این روستا با توجه به نزدیکی به مرکز شهرستان و پتانسیل‌های بالقوه موجود دران چندین برابر جمعیت خود کارگرغیربومی جذب کرده که در مراکز صنعتی یا کشاورزی مشغول به کار هستند و به عنوان یک قطب تولیدی در دامغان شناخته می‌شود.

## زبان،مذهب و رسوم فرهنگی آیینی

### زبان
زبان مردم این روستا مانند دامغان فارسی است و لهجه خاصی ندارند.

### مذهب
همه مردم روستای طاق مسلمان و پیرو مذهب تشیع می‌باشند . 

### آیینها و رسوم
در ایام محرم در حسینیه روستا مراسم تعزیه خوانی برگزار می‌شود و عده زیادی از شهرهای دور و نزدیک برای اجرای این مراسم و شرکت در عزاداری به روستا میایند به گونه ای که در این ایام جمعیت روستا چندین برابر می‌شود . مراسم تعزیه بعد از ظهر برگزار می‌شود و تعزیه خوانان بدون اینکه مزدی دریافت کنند ساعت‌ها به اجرای نمایش می پردازند . در ایام محرم مردم قبل از شام طوق وسله را که نمادی از محرم می‌باشد  از خانه صاحب خرج ان روز بیرون آورده و همراه نوحه خوانی و سینه زنی به داخل حسینیه می اورند . در روز هشتم محرم اهالی روستای طاق پذیرای عزاداران روستای بق هستند که طی مراسمی که پیش از ظهر انجام می‌شود در حسینیه بایکدیگر عزاداری ونوحه خوانی می‌کنند . در روز نهم محرم نوبت اهالی طاق است که به روستای بق بروند و در انجا عزاداری کنند . در شب دهم محرم اهالی روستا در طی حرکتی نمادین که از حسینیه روستا شروع می‌شود دور روستا شروع به عزاداری میکنند. آن‌ها ابتدا به منزل خانواده شهدا می‌روند و پس از دور زدن روستا به مسجد خشتی قدیم روستا رفته و بعد وارد زینبیه شده و در پایان دوباره به حسینیه باز میگردند.
در روز یازدهم محرم مردم صبح زود اماده شده و پس از خوردن صبحانه در حسینیه به صورت گروهی به سوی شهر حرکت میکنند وهمراه عزاداران روستاهای دیگر به سوگواری می پردازند .

### زبان
زبان مردم این روستا مانند دامغان فارسی است و لهجه خاصی ندارند.

### مراسم ازدواج در روستا
مراسم ازدواج و عروسی در روستای طاق مانند سایر شهرها در روزی فرخنده ومیمون انجام می‌گیرد در این روز داماد را به حمام می‌برند و مردم در حال جشن وپایکوبی بر سرش پول می‌ریزند . در گذشته رسم شاباش رایج بود بطوریکه هر یک از مدعوین به داماد کمکی می‌کرد و نامش بلند خوانده میشد . امروزه این رسم منسوخ شده‌است . همچنین مرسوم بود که داماد را بر روی اسبی می نشاندند وداماد فرار می‌کرد و تعدادی از جوانان با اسب دنبالش می‌کردند . اگر کسی می‌توانست کلاه داماد را بردارد داماد سرشکسته و خجل میشد و در غیر این صورت داماد احساس غرور و بزرگی می‌کرد . در روزقبل جشن عروسی مراسم سفیدی وروز بعد جشن  مراسم پاتختی برگزار می‌شود که نزدیکان عروس و داماد هر یک هدایائی به این دو زوج تقدیم کرده و برای آن‌ها ارزوی خوشبختی می‌کنند .
در طاق و برخی از روستاهای دامغان مرسوم بوده که پس از بيرون آمدن داماد از حمام او را سوار اسب کرده و بر سر او کلاه شاپو می‌گذاشتند. داماد با اسبش از روستا فرار می‌کرد و تعدادی از جوانان (سوار بر اسب) تعقيبش می‌کردند و سعی می‌کردند که در حين حرکت کلاه داماد را از سرش بردارند اگر يکی از جوانان موفق به انجام اين کار می‌شد، برای او افتخاری محسوب می‌گشت اما برای داماد سرشکستگی ايجاد می‌کرد. داماد بايد تعقيب کنندگان را پشت سر می‌گذاشت و به خانه عروس می‌رفت و در آنجا مراسم عروسی با جشن و پايکوبی ادامه می يافت.
در شب عروسی مراسم شواش (شاباش) برگزار می‌شد، در اين مراسم هر يک از نزديکان عروس يا داماد وجهی را به عنوان پيشکش توی بقچه داماد می‌ريختند و جارچی نام هديه دهنده را با صدای بلند اعلام می‌کرد و مردم برای او کف زده و اظهار شادمانی می‌کردند.
مراسم عروسی با اجرای نمايش و سياه بازی تا پاسی از شب ادامه می يافت عموماً داستان اين نمايش‌ها دربارهٔ فرد فقير يا سياه چرده ای بود که به خواستگاری دختری  زيبا و ثروتمند می‌رفت و پس از يک سری کشمکش که در متن نمايشنامه گنجانده شده بود، به آرزوی خود می‌رسيد. در اين نمايش‌ها جنبه ای از آرزوهای پنهانی طبقه متوسط و ضعيف جامعه نيز نهفته بود. در حين اجرای مراسم، پيران فاميل به ملاقات عروس و داماد می آمدند و هر يک جداگانه مديحه ای (اکثراً رباعی و دو بيتی) خوانده و برای آن دو آرزوی خوشبختی و سلامتی می‌کردند.  

### محرمدر روستای طاق
چند روز قبل از محرم اهالی روستا آماده ميشوند و با سياه پوش كردن حسينيه و مسجد و كوچه‌های روستا به پيشواز عزاداری امام حسين ميروند و خانم‌ها نيز با تميز كردن اماكن مقدسه و مساجد و خانه‌ها از مهمانان و مدعوين حضرت ابا عبد الله پذيرايی مينمايند .
خانم‌ها از اول محرم تا پايان صفر به مدت دو ماه صبحها در منازل مراسم روضه خوانی و نوحه خوانی دارند و به تعزيت حادثه كربلا ميپردازند كه اين مراسم زنانه به عشوری معروف ميباشد.
از شب اول محرم عزاداری در روستای طاق شروع ميشود و دسته سينه زنی برای آوردن منبر به خانه ای ميروند كه منبر در آنجا مستقر گشته، و با نوحه خوانی و ذكر مصيبت اهل بيت منابر را به مسجد مياورند و از اينجا به صورت رسمی و نمادين مراسم محرم آغاز ميگردد .
تمام اهالی روستا به اضافه مهمانان و وابستگان آن‌ها از دامغان و شهرهای ديگر در دهه محرم مهمان سفره امام حسين ميباشند، از مهمترين ويژگيهای اين مراسم نظم و انضباط دقيق وبرنامه ريزی شايان توجه برگزار كنندگان مراسم ميباشد، برای نمونه  مسئولين و مجريان مراسم محرم (كه هريك از قبل كارشان برنامه ريزی و تعيين شده‌است)  با لباس‌های بلند و مشكی و با احترام ويژه و اخلاص مثال زدنی به پذيرايی و خدمت رسانی به عزا دارا مشغول ميباشند و اين در حالی است كه هر كدام از اين عزيزان دارای  شخصيت و جايگاه  اجتماعی بالائی هستند  اما در اين مراسم فروتنی و افتاده گی را پيشه گرفته‌اند، و همچنين نقش زنان نيز در پشت صحنه در آماده كردن وسايل، پاك كردن سبزی و برنج و شستن ظروف و كارهای ديگر كه گاه به چشم نمی‌آيند قابل ستودن بوده و از مردان كمتر نيست .

#### مراسم در آوردن طوق
در روستا، در دهه محرم هر روز صبح يك طوق و بعد از ظهر نيز يك طوق بيرون آورده ميشود در اين مراسم اهالی روستا حين  مداحی و سينه زنی به سمت منزل صاحب طوق حركت ميكنند و از سوی صاحب منزل  خوش آمد گوئی شده  و  پذيرايی ميشوند و برای صرف غذا دعوت ميشوند سپس  عزاداران با  برداشتن طوق به سمت حسينيه روستا حركت ميكنند، در حسينيه طوق كه از دو قسمت فلزی و دسته چوبی تشكيل شده‌است ابتدا تميز و مرتب شده و با پارچه ای سياه و سبز پوشيده و برافراشته ميشود .

#### تعزيهدر در روستای طاق
تعزيه از مجموعه هنرهای نمايشی است كه به خدمت انديشه‌های دينی و به خصوص حادثه عاشورا در آمده است، حادثه پر سوز و دردناك كربلا و روايت تاريخ عاشورا در قالب شعر موزون و روان به صورت تعزيه در آمد تا همگان به خصوص عوام بتوانند درك راحت‌تر و ملموس تری از حادثه كربلا داشته باشند ، دامغان با داشتن گروه‌های تعزيه خوانی مانند گروه مرحوم  حاج عباس فوادی، مرحوم نظم آرا و مرحوم مربی، زبان زد عام و خاص در اقصی نقاط كشور و به خصوص مناطق شمالی كشور بوده‌است، بنابر سخنان نصر الله آتشی ( تعزيه گردان و بانی حسينيه جديد روستا ) تاريخ اجرای تعزيه در اين روستا حداقل به يكصد و پنجاه سال پيش ميرسد و از اساتيد و تعزيه گردان‌های سابق روستای طاق ميتوان از مرحوم شيخ عباس ربيع زاده، مرحوم مشهدی محمد حسن ربيع زاده، مرحوم ملا حسين گلشنی ( كه از اهالی چهارده دامغان بوده و در طاق ازدواج و فوت كرده )و مرحوم سيد آقای مير كمالی را نام برد .
در روستای طاق برنامه تعزيه خوانی از روز اول محرم به شرح زير ميباشد : روز نخست تعزيه متوكل عباسی، روز دوم تعزيه حجة الوداع، روز سوم تعزيه عقيل، روز چهارم تعزيه حبيب ابن مظاهر و مسلم ابن عوسجه، روز پنجم تعزيه شاهچراغ، روز ششم تعزيه عابس، روز هفتم تعزيه حضرت عباس، روز هشتم تعزيه مسلم ابن عقيل، روز نهم تعزيه علی اكبر و روز دهم تعزيه امام حسين .
مراسم تعزيه خوانی در سه سال اخير دچار تغييراتی شده‌است به طوری كه قبل از سال- 1383- تعزيه بعد از ظهر خوانده ميشد و سپس نماز جماعت و پس از مداحی، سينه زنی، و روضه خوانی و سخنرانی و با اطعام عزاداران مراسم نيز با سينه دوره در شب به پايان ميرسيد، اما هم اكنون تعزيه خوانی در شب برگزار ميگردد .
حسينيه جديد روستا از سال 1361 به اين طرف  با زير بنای نزديك به يك هزار متر مربع در دو طبقه ساخته شده و هنگام تعزيه و مراسم ديگر خانم‌ها در طبقه دوم و آقايان در طبقه اول دور حسينيه  مينشينند و تعزيه خوانان نيز در محوطه طبقه نخست  حسينيه به اجرای مراسم شبيه گردانی ميپردازند .

#### مراسم روز هشتم و نهم محرم
به رسم ديرينه برای الفت و وحدت و عرض تسليت اهالی روستای طاق از سوی اهالی روستای بق دعوت ميشوند و اهالی روستای طاق از صبحدم روز هشتم با نظم و ترتيب خاص به سوی روستای بق حركت ميكنند و با مداحی و ذكر صلوات و يا حسين خبر حركت قافله هيئت عزاداران حسينی به گوش ميرسد و همه از مرد و زن و كوچك و بزرگ همراه هيئت به صورت خاصی حركت ميكنند مردان مسن در جلوی دسته و جوانان و ميانسالان سينه زن و زنجير زن در عقب دسته حركت كرده و در نزديك روستای بق توقف ميكنند و در اين هنگام بين دو دسته، دو نفر نماينده از دو روستا اشعاری موزون به صورت سؤال و جواب رد و بدل ميكنند كه اين اشعار به صورت زير است :
مهمان : تو ای سخنور سلام عليكم/تو را نطق پرور سلام عليكم
رسيديم در تكيه گاه حسين/عزيزان و ياران سلام عليكم
ميزبان: تو علمدار حسينی علم از كيست بگو/ديده گريان حسينی علم از كيست بگو
خاصه اهل عزا سينه زن و تعزيه گردان/همه گريان حسينيم علم از كيست بگو
مهمان : عباس سرور و سالار ما چه شد؟/با من بگو برادر علمدار ما چه شد ؟
گريان چرا تمام عالم واژگون شده/آخر بگو برادر علمدار ما چه شد؟  
ميزبان : شنيدم آنكه از آسمان آمد/كه از صلابت آن چرخ در فغان آمد
بيا و ناله كن ای ذاكر امام حسين/كه چشم جن و ملك زين عزا به جان آمد
مهمان: اگر اجازه ميدهی ای ذاكر خاص حسين/سنگ زن يا سينه زن داخل شويم با شور و شين
ميزبان : مرخصيد كه بيائيد در تكيه گاه حسين/سنگ زن يا سينه زن داخل شويد با شور و شين 

#### شبعاشورا
در بيرون روستای طاق مسجدی به نام مسجد بلال وجود دارد كه جهت احترام و ياد كردن از درگذشته گان، اهالی روستا با مداحی و سينه زنی در آنجا حضور مييابند و سپس در اطراف روستا چرخی زده و به زينبيه و در نهايت به  حسينيه روستا باز ميگردند .

#### يازدهم محرم
در دامغان روز يازدهم محرم هيئتهای عزاداری از كليه روستاها با تمامی امكانات به شهر ميايند و در دسته جاتی منظم حين عزاداری به سمت فردوس رضا( گورستان دامغان ) حركت ميكنند، اهالی روستای طاق نيز به رسم ديرينه از طلوع آفتاب روز يازدهم محرم آماده ميشوند و با هيئت سينه زنی و زنجير زنی خود را به حسينيه حضرت ابوالفضل دامغان می‌رسانند  و مراسم را از آنجا به همراه عزادارا ن روستاهای ديگر به سمت فردوس رضا آغاز ميكنند، در اين روز پس از پايان مراسم كه تا ظهر روز يازدهم به طول ميانجامد اهالی ساكن روستا در منازل حاج نصرالله آتشی و مرحوم حاج عبدالحسين فرج زاده و وديگر طاقيهای ساكن دامغان اطعام ميشوند و پس از صرف ناهار  به روستای خود باز ميگردند .